# 偶像来了
《偶像来了》，是中国大陆湖南卫视推出的一档女神生活体验类真人秀节目。节目于2015年7月25日播出“先导篇”，2015年8月1日起每週六22:00接档《真正男子汉》播出。由于纪念中国人民抗日战争暨世界反法西斯战争胜利70周年大会的举办，节目于2015年9月5日暂停播出一期。因商标问题，节目从第二季开始更名为《我们来了》。

## 节目简介

### 内容
节目成员包括10名女嘉宾及两名主持人兼队长，以分组对抗的模式进行。两组各有一名队长及5名队员，共同进行两天一夜的对抗任务。在对抗后，所有队员需要接受录制所在地群众的投票，人气最高的一员将会获得本站女神的称号并获得一个专属定制皇冠。

### 制作
节目现场制作人员达200人，并动用70台摄像机，进行高规格摄影。剪辑方面，也首创章回式的分段方法进行叙事。

## 节目成员
| 姓名     | 节目角色    | 出生日期       | 主要职业                             |
| 汪涵     | 主持人 队长 | 1974年4月7日   | 主持人                               |
| 何炅     | 主持人 队长 | 1974年4月28日  | 主持人、教师、歌手、演员、作家、导演 |
| 林青霞   | 偶像 队员   | 1954年11月3日  | 演员、作家                           |
| 杨钰莹   | 偶像 队员   | 1971年5月11日  | 歌手                                 |
| 朱茵     | 偶像 队员   | 1971年10月25日 | 演员、歌手                           |
| 宁静     | 偶像 队员   | 1972年4月27日  | 演员、时装设计师、模特               |
| 蔡少芬   | 偶像 队员   | 1973年9月17日  | 演员                                 |
| 谢娜     | 偶像 队员   | 1981年5月6日   | 主持人、演员、歌手                   |
| 赵丽颖   | 偶像 队员   | 1987年10月16日 | 演员、歌手                           |
| 张含韵   | 偶像 队员   | 1989年4月9日   | 歌手、演员、主持人                   |
| 古力娜扎 | 偶像 队员   | 1992年5月2日   | 模特、演员                           |
| 欧阳娜娜 | 偶像 队员   | 2000年6月15日  | 大提琴家、演员、歌手                 |

## 节目内容
实际内容以当日播出为准，详情来源于节目各集内容。
| 站驿   | 录制时间               | 集数 | 播出日期       | 分队形式                                                                                                  | 红队                                            | 蓝队                                            | 地点                          | 内容 | 本站女神          | 备注                                                         |
| 第一站 | 2015年7月1日— 7月2日   | 1    | 2015年8月1日   | 按海南航空员工投票结果，人气前五为红队。人气队优先选择队长。                                              | 队长：何炅 林青霞 谢娜 赵丽颖 朱茵 杨钰莹       | 队长：汪涵 张含韵 欧阳娜娜 蔡少芬 宁静 古力娜扎 | 海南海口 海南航空             | 人力拉飞机／晚餐交流 游戏睡衣秀 | 云中女神 谢娜     | 欧阳娜娜在上海举办演奏会，缺席拉动飞机及晚餐环节             |
| 第一站 | 2015年7月1日— 7月2日   | 2    | 2015年8月8日   | 按海南航空员工投票结果，人气前五为红队。人气队优先选择队长。                                              | 队长：何炅 林青霞 谢娜 赵丽颖 朱茵 杨钰莹       | 队长：汪涵 张含韵 欧阳娜娜 蔡少芬 宁静 古力娜扎 | 海南海口 海南航空             | 吃早餐／制作飞机餐 | 云中女神 谢娜     | 本集张含韵、谢娜交换队伍                                     |
| 第二站 | 2015年7月18日— 7月19日 | 2    | 2015年8月8日   | 按当地牧民投票结果，人气前五为红队。队长抽签产生。                                                        | 队长：何炅 谢娜 宁静 林青霞 古力娜扎 赵丽颖     | 队长：汪涵 张含韵 欧阳娜娜 蔡少芬 朱茵 杨钰莹   | 内蒙古呼伦贝尔 呼伦贝尔大草原 | 奶牛大作战1 整理蒙古包／猜招牌菜 帮母羊喂奶／制作奶茶 篝火晚会                                                                       | 草原女神 赵丽颖   |                                                              |
| 第二站 | 2015年7月18日— 7月19日 | 3    | 2015年8月15日  | 按当地牧民投票结果，人气前五为红队。队长抽签产生。                                                        | 队长：何炅 谢娜 宁静 林青霞 古力娜扎 赵丽颖     | 队长：汪涵 张含韵 欧阳娜娜 蔡少芬 朱茵 杨钰莹   | 内蒙古呼伦贝尔 呼伦贝尔大草原 | 挑选蒙古族服饰 趣味那达慕大会2 特殊酸奶竞猜／发布会                                                                                  | 草原女神 赵丽颖   |                                                              |
| 第三站 | 2015年8月2日— 8月3日   | 4    | 2015年8月22日  | 自由选择座椅，选择设计年代晚于2000年的为红队。队长抽签产生。                                              | 队长：何炅 谢娜 宁静 赵丽颖 欧阳娜娜 蔡少芬     | 队长：汪涵 林青霞 张含韵 古力娜扎 朱茵 杨钰莹   | 北京 798艺术区                | 捕鱼达人游戏3／采购装饰物品 午餐神秘人拍照／陶艺制作 积分赛：逗你笑／背包接球／移形换影 积分落后的红队自行筹备晚餐 家庭KTV           | 时尚女神 林青霞   | TFBOYS于晚间家庭KTV环节作为嘉宾探班                          |
| 第三站 | 2015年8月2日— 8月3日   | 5    | 2015年8月29日  | 自由选择座椅，选择设计年代晚于2000年的为红队。队长抽签产生。                                              | 队长：何炅 谢娜 宁静 赵丽颖 欧阳娜娜 蔡少芬     | 队长：汪涵 林青霞 张含韵 古力娜扎 朱茵 杨钰莹   | 北京 798艺术区                | 金勺银勺游戏选择设计师／与男模完成合作跳绳 互动游戏：九九乘法表／一气呵成／表情猜拳 抢枕头／疯狂计步器 时尚芭莎之夜-中国设计力量走秀 | 时尚女神 林青霞   | 走秀中，张亮担任主持人                                       |
| 第四站 | 2015年8月15日— 8月16日 | 6    | 2015年9月12日  | 自由选择带有湖南卫视节目名称的座椅，选到何炅主持过的节目者，成为蓝队。主持人自然成为队长。                | 队长：汪涵 欧阳娜娜 杨钰莹 宁静 谢娜 林青霞     | 队长：何炅 古力娜扎 赵丽颖 朱茵 蔡少芬 张含韵   | 湖南长沙 湖南广播电视台       | 在天天向上、快乐购、新闻中心体验节目制作4 辨别湖南小吃赢午餐 快乐大本营皮球争夺战／水球大战 完美假期俄罗斯方块 为后期人员制作夜宵    | 芒果女神 蔡少芬   | 宁静因高烧，缺席快乐大本营及之后环节的录制                   |
| 第四站 | 2015年8月15日— 8月16日 | 7    | 2015年9月19日  | 自由选择带有湖南卫视节目名称的座椅，选到何炅主持过的节目者，成为蓝队。主持人自然成为队长。                | 队长：汪涵 欧阳娜娜 杨钰莹 宁静 谢娜 林青霞     | 队长：何炅 古力娜扎 赵丽颖 朱茵 蔡少芬 张含韵   | 湖南长沙 湖南广播电视台       | 红队学习制作湘绣／蓝队学习制作秤 为湖南卫视后期人员筹备求婚                                                                          | 芒果女神 蔡少芬   | 宁静因病缺席本期录制                                         |
| 第五站 | 2015年9月1日— 9月2日   | 8    | 2015年9月26日  | 自由选择带有呈坎十景的扇子，选到何炅抽选之五景者，成为红队。其余成为蓝队。                                | 队长：何炅 欧阳娜娜 杨钰莹 宁静 赵丽颖 林青霞   | 队长：汪涵 谢娜 蔡少芬 朱茵 古力娜扎 张含韵     | 安徽黄山 徽州区 呈坎镇 呈坎村 | 掰手腕 学习制作月饼 晚餐交流／互动游戏：皇帝与刺客 看望村中的老人 中秋赏月                                                           | 好运女神 朱茵     |                                                              |
| 第五站 | 2015年9月1日— 9月2日   | 9    | 2015年10月3日  | 自由选择带有呈坎十景的扇子，选到何炅抽选之五景者，成为红队。其余成为蓝队。                                | 队长：何炅 欧阳娜娜 杨钰莹 宁静 赵丽颖 林青霞   | 队长：汪涵 谢娜 蔡少芬 朱茵 古力娜扎 张含韵     | 安徽黄山 徽州区 呈坎镇 呈坎村 | 古镇寻宝 助农晒秋 闲情逸志 拜师学艺                                                                                                  | 好运女神 朱茵     |                                                              |
| 第五站 | 2015年9月1日— 9月2日   | 10   | 2015年10月10日 | 自由选择带有呈坎十景的扇子，选到何炅抽选之五景者，成为红队。其余成为蓝队。                                | 队长：何炅 欧阳娜娜 杨钰莹 宁静 赵丽颖 林青霞   | 队长：汪涵 谢娜 蔡少芬 朱茵 古力娜扎 张含韵     | 安徽黄山 徽州区 呈坎镇 呈坎村 | 体验黄梅戏并演出5 | 好运女神 朱茵     |                                                              |
| 第六站 | 2015年9月16日— 9月17日 | 10   | 2015年10月10日 | 在10件带有上海记忆的老物件中，每位偶像各自选择一件，队长各选择5件。与何炅选择一致者为蓝队，其余成为红队。 | 队长：汪涵 古力娜扎 杨钰莹 欧阳娜娜 谢娜 林青霞 | 队长：何炅 朱茵 张含韵 赵丽颖 宁静 蔡少芬       | 上海                          | 抢凳子／品尝私家菜 螃蟹主题小游戏 | 活力女神 欧阳娜娜 |                                                              |
| 第六站 | 2015年9月16日— 9月17日 | 11   | 2015年10月17日 | 在10件带有上海记忆的老物件中，每位偶像各自选择一件，队长各选择5件。与何炅选择一致者为蓝队，其余成为红队。 | 队长：汪涵 古力娜扎 杨钰莹 欧阳娜娜 谢娜 林青霞 | 队长：何炅 朱茵 张含韵 赵丽颖 宁静 蔡少芬       | 上海                          | 体验电影配音／拍摄老上海风情海报 蒙眼识人游戏 红队购买食材／蓝队学习制作蛋糕 滑轮钻杆比赛／滑轮接力比赛 泡泡池寻宝／为蔡少芬庆生     | 活力女神 欧阳娜娜 | 童自荣在电影配音环节担任指导嘉宾                             |
| 第六站 | 2015年9月16日— 9月17日 | 12   | 2015年10月24日 | 在10件带有上海记忆的老物件中，每位偶像各自选择一件，队长各选择5件。与何炅选择一致者为蓝队，其余成为红队。 | 队长：汪涵 古力娜扎 杨钰莹 欧阳娜娜 谢娜 林青霞 | 队长：何炅 朱茵 张含韵 赵丽颖 宁静 蔡少芬       | 上海                          | 体验话剧演出6 游船舞会／交换礼物 | 活力女神 欧阳娜娜 | 在话剧演出环节中，赖声川担任指导嘉宾。张叔平担任服装设计嘉宾 |

- ^  注解1： 传递图片上的奶牛装扮信息，根据装扮在围栏中找到正确的奶牛，采集牛奶。
- ^  注解2： 摔跤比赛、抓小羊合影比赛、射箭比赛及丢沙包比赛。
- ^  注解3： 一队扮演渔网、一队扮演鱼，捕获对方对手则获得对方携带的购物券。
- ^  注解4： 节目制作体验内容见下表。

| 节目     | 岗位               | 嘉宾                     |
| 天天向上 | 导播               | 宁静                     |
| 天天向上 | 艺人统筹           | 朱茵、赵丽颖             |
| 天天向上 | 跑麦师（话筒管理） | 张含韵                   |
| 天天向上 | 现场特效           | 谢娜                     |
| 天天向上 | 场工               | 蔡少芬、欧阳娜娜         |
| 天天向上 | 摄影师             | 林青霞                   |
| 天天向上 | 轨道摄像           | 古力娜扎                 |
| 天天向上 | 现场导演           | 杨钰莹                   |
| 快乐购   | 推销高价马桶栓     | 何炅、蔡少芬、朱茵       |
| 快乐购   | 推销何炅的一天     | 张含韵、古力娜扎、赵丽颖 |
| 新闻节目 | 新闻主播           | 汪涵、林青霞             |
| 新闻节目 | 新闻主播           | 谢娜、欧阳娜娜           |
| 新闻节目 | 新闻主播           | 宁静、杨钰莹             |

- ^  注解5： 宁静于演出中担任主持，黄梅戏体验内容见下表。

| 唱段       | 嘉宾                                       |
| 《天仙配》 | 何炅、杨钰莹                               |
| 《天仙配》 | 汪涵、古力娜扎、謝娜、蔡少芬、朱茵、张含韵 |
| 《对花》   | 欧阳娜娜、赵丽颖                           |
| 《女驸马》 | 林青霞、何炅、汪涵、谢娜                   |

- ^  注解6： 话剧演出体验内容见下表。

| 剧目       | 角色   | 嘉宾     |
| 暗恋桃花源 | 云之凡 | 林青霞   |
| 暗恋桃花源 | 江滨柳 | 汪涵     |
| 暗恋桃花源 | 江太太 | 朱茵     |
| 暗恋桃花源 | 护士   | 欧阳娜娜 |
| 宝岛一村   | 周宁   | 何炅     |
| 宝岛一村   | 朱嫂   | 宁静     |
| 宝岛一村   | 大毛   | 谢娜     |
| 宝岛一村   | 大车   | 蔡少芬   |
| 宝岛一村   | 大牛   | 杨钰莹   |
| 宝岛一村   | 小朱   | 赵丽颖   |
| 宝岛一村   | 二毛   | 古力娜扎 |
| 宝岛一村   | 小毛   | 张含韵   |

## 收视率
| 中国大陆 湖南卫视 首播收视率 |                |        |          |       |           |           |           |                                                                              |
| 集數                         | 播出日期       | CSM50  | CSM50    | CSM50 | CSM全国网 | CSM全国网 | CSM全国网 | 備註                                                                         |
| 集數                         | 播出日期       | 收視率 | 收視份額 | 排名  | 收視率    | 收視份額  | 排名      | 備註                                                                         |
| OP                           | 2015年7月25日  | 2.318  | 7.72     | 1     | 2.6       | 9.78      | 1         | 开始于21点58分，结束于22点12分 浙江《出发吧爱情》完结 东方《欢乐喜剧人》完结 |
| 1                            | 2015年8月1日   | 2.392  | 11.05    | 1     | 2.26      | 12.66     | 1         | 浙江《十二道锋味第二季》开播 北京《最美和声第三季》完结                      |
| 2                            | 2015年8月8日   | 2.123  | 9.79     | 2     | 1.95      | 11.35     | 1         | CSM50数据中缺福州数据，故实为CSM49 东方《女神新装》开播 北京《歌手是谁》开播 |
| 3                            | 2015年8月15日  | 2.079  | 9.54     | 2     | 1.78      | 10.04     | 1         |                                                                              |
| 4                            | 2015年8月22日  | 2.041  | 9.38     | 2     | 2.14      | 12.14     | 1         | CSM50不含广告收视率2.01，份额9.05                                            |
| 5                            | 2015年8月29日  | 2.596  | 11.58    | 2     | 2.23      | 13.16     | 1         | CSM50不含广告收视率2.65，份额11.65                                           |
|                              | 2015年9月5日   |        |          |       |           |           |           | 因纪念中国人民抗日战争暨世界反法西斯战争胜利70周年，暂停播映                 |
| 6                            | 2015年9月12日  | 1.8    | 8.85     | 4     | 1.49      | 9.9       | 1         |                                                                              |
| 7                            | 2015年9月19日  | 2.132  | 10.40    | 2     | 1.73      | 11.28     | 1         | 最高收视落在长沙市4.64                                                       |
| 8                            | 2015年9月26日  | 1.840  | 9.85     | 3     | 1.57      | 11.8      | 1         |                                                                              |
| 9                            | 2015年10月3日  | 1.596  | 7.75     | 3     | 1.31      | 8.63      | 1         |                                                                              |
| 10                           | 2015年10月10日 | 2.013  | 10.11    | 2     | 1.56      | 10.86     | 1         | CSM50数据中缺湛江数据，故实为CSM49 最高收视落在宜昌市3.938                   |
| 11                           | 2015年10月17日 | 1.897  | 9.33     | 3     | 1.46      | 10.42     | 1         |                                                                              |
| 12                           | 2015年10月24日 | 1.803  | 9.50     | 3     | 1.48      | 10.87     | 1         | 浙江《十二道锋味第二季》完结                                                 |

1. 同时段或交叉时段主要节目：
  - 浙江卫视：《出发吧爱情》／《十二道锋味2》
  - 江苏卫视：《非诚勿扰》
  - 东方卫视：《欢乐喜剧人》／《女神新装》／《今晚80后脱口秀》
  - 北京卫视：《最美和声3》／《歌手是谁》
2. 数据由广视索福瑞提供，调查范围为四岁以上之观众。
3. 以上收视排名不包括央视在内。
4. 资料来源：卫视这些事儿、卫视小露电、潇湘卧龙、湖南卫视官方微信（ID：happychina1997）。
5. 排名为週六晚间所有综艺节目的排名，并不一定为同一时段。

## 制作团队
- 总导演：陈汝涵
- 联合制片人：王恬、李洁婷、孔晓一
- 执行导演：韩梅、任洋、刘昕、王慧、曲江鸣、邹玮、刘斌
- 导演组：张挺、罗蓥、马俊斌、王婷婷、闵晔、翟天宇、李静妮、丁杰、刘子夏、周隆赞、张扬、柳莹、彭月明、胡艳、厉刚、李皖、肖卓、苗丹、舒璐、曾置、谭珊、戴文姣、包丽娜、刘忆、蒋倩、杨凌、黄晰婷、黄蓉、陈芳、李词岳、李海洲、徐佳、明艾晴、刘陈、肖姝、王冕、李乐慈、罗琼、张郑、李凌、李甍、喻曦、李望、刘育彤、陈亿、徐舸、湛亚莉、刘亦宸、汤屹然、傅鑫、吴娉婷、彭鸿涛、叶伟民、陈文、高璐、崔超杰、宋文馨、罗晨允、李慧、周寰、曾意轩、戴浩、戴思然、苏望、杨子浩、侯亮、詹雯冰、徐旻泽、张佳韵、朱莹、易晓灵芝
- 编剧组：倪慧慧、唐芳、李竞、刘晋、朴鹤冉、吴丽南、吕美华、顿丽莎、蔡潇、谢婕、孔丹、罗传杰、孟骁、邹航宇、唐仁、朱丹、解盾、石航
- 责编：熊腾飞
- 舞美设计：吴晓辉
- 舞美协调：刘晓晶
- 后期制作：洪金宝、赵超、颜敏杰、李雅琳
- 前期保障：何良、朱恒斌
- 网络通讯：谢宝锋
- 后期组：胡林锋、何静、张娟娟、李昂露、贾宇宁、吴友智、唐梦天、周梦云、刘洋、谭龙飞、陈少威、李媛媛、周静璇、朱敬、刘鑫、王立敏、万欣、江春庆、刘博仁、戴天鹏、任怡莎、樊荣、付微、韩泊、刘原驿、黄俊源、吴佳玲、王艳、秦林瑜、朱政亲、王彤、王靓、许俊强、禹慧心、郑飚、徐绮穗、郭振宇
- 摄像指导：陈朗、龙建平
- 摄像：郑宾、贺昕、陈蔚、朱晓南、陈星宇、程曦、李武林、杨为、郑博、蒋兆琪、杨为、鞠凡、张洋洋、贺新栋、罗成鑫、李雨璇、王少博、周策、符平、蒋武东、胡志勇、胡晓帆、蒋凯、戴晟宏、罗浩、袁炯、陶陈君、蒋小乐、周小俊、罗旭、张宁波
- 视频：刘光文、张亚楠、祁高、周骏、林茜、潘海龙、周明强、陈玉林、柯达、李圆、蒋思聪、苑立宽、任升杰、陈俊羽、汪丰强
- 灯光：杨禹、吴伟雄、李仲杰、黄雪钦、李介军、曾立新、孙亮、曾超
- 音响：刘珊、王子谦、龚玫汐、吴题、周龙云泽、龙雨行、陶轩、朱曦、易伟雄、莫迪美、梁冠延、沈丹、刘超生、陈振兴、涂建华、蒋建华、徐庆请
- 服装：花花
- 化妆：谢雅莉、李昭
- 化妆指导：关虹
- 服装指导：黄德萍
- 道具：韩艺
- 艺人统筹：龙梅
- 艺员联络：贺朝晖、吴菊、张晨晨
- 制片：彭娜、吴伟强、左琰、唐天斌、张胜、刘育彤、李浩、秦江、张京城、刘艺怜、张凯祥、周岚、郑博、潘庆华、胡馨予、罗建祥、雷雨、张乐怡、刘超、林欣然、曹帅、陈顺畅、喻湘林、邹坤
- 制片主任：汪浩、龙瑧
- 技术协调：韩坚定、肖卫华、曾晖、龚如林、吴星进、胡晓峰
- 播出统筹：张衡、黄卓夫
- 播控：李跃龙、方林、杨奇勇、臧千军
- 整体包装：湖南卫视总编室形象部
- 项目推广：湖南卫视总编室推广部
- 节目统筹：王旭波、奉缨旗、周海
- 营销统筹：宋点
- 频道统筹：张若波
- 技术监制：周立宏
- 总制片人：洪涛
- 技术总监：黄伟
- 监制：李浩、周雄
- 总监制：张华立
- 出品人：吕焕斌

注：以上制作团队名单由节目片尾字幕录入。摄像于片尾字幕出现两位“杨为”。

## 综艺节目的变迁
| 中国大陆 湖南卫视 每週六 22:00—00:00                 | 中国大陆 湖南卫视 每週六 22:00—00:00           | 中国大陆 湖南卫视 每週六 22:00—00:00 |
| ---------------------------------------------------- | ---------------------------------------------- | ------------------------------------ |
|                                                      | 偶像来了 （2015年8月1日—2015年10月24日）       |                                      |
| 真正男子汉（第一季） （2015年7月11日—2015年7月18日） | 一年级·大学季 （2015年10月31日—2016年1月16日） |                                      |

| 马来西亚 Astro全佳HD 每週六 22:00—00:00   | 马来西亚 Astro全佳HD 每週六 22:00—00:00              | 马来西亚 Astro全佳HD 每週六 22:00—00:00 |
| ----------------------------------------- | ---------------------------------------------------- | --------------------------------------- |
|                                           | 偶像来了 （2015年8月29日—2015年11月14日）            |                                         |
| 一路上有你 （2015年5月23日—2015年8月8日） | 爸爸回来了（第二季） （2015年11月21日—2016年2月6日） |                                         |

1. 1 2 3  根据国家新闻出版广电总局规定，9月1日—5日为纪念中国人民抗日战争暨世界反法西斯战争胜利70周年宣传週。在此期间，八大一二线卫视以及央视将停播一切综艺娱乐节目，故9月5日《偶像来了》暂停播出一期。
2. ↑  7月25日播出“先导篇”。